# Foshan

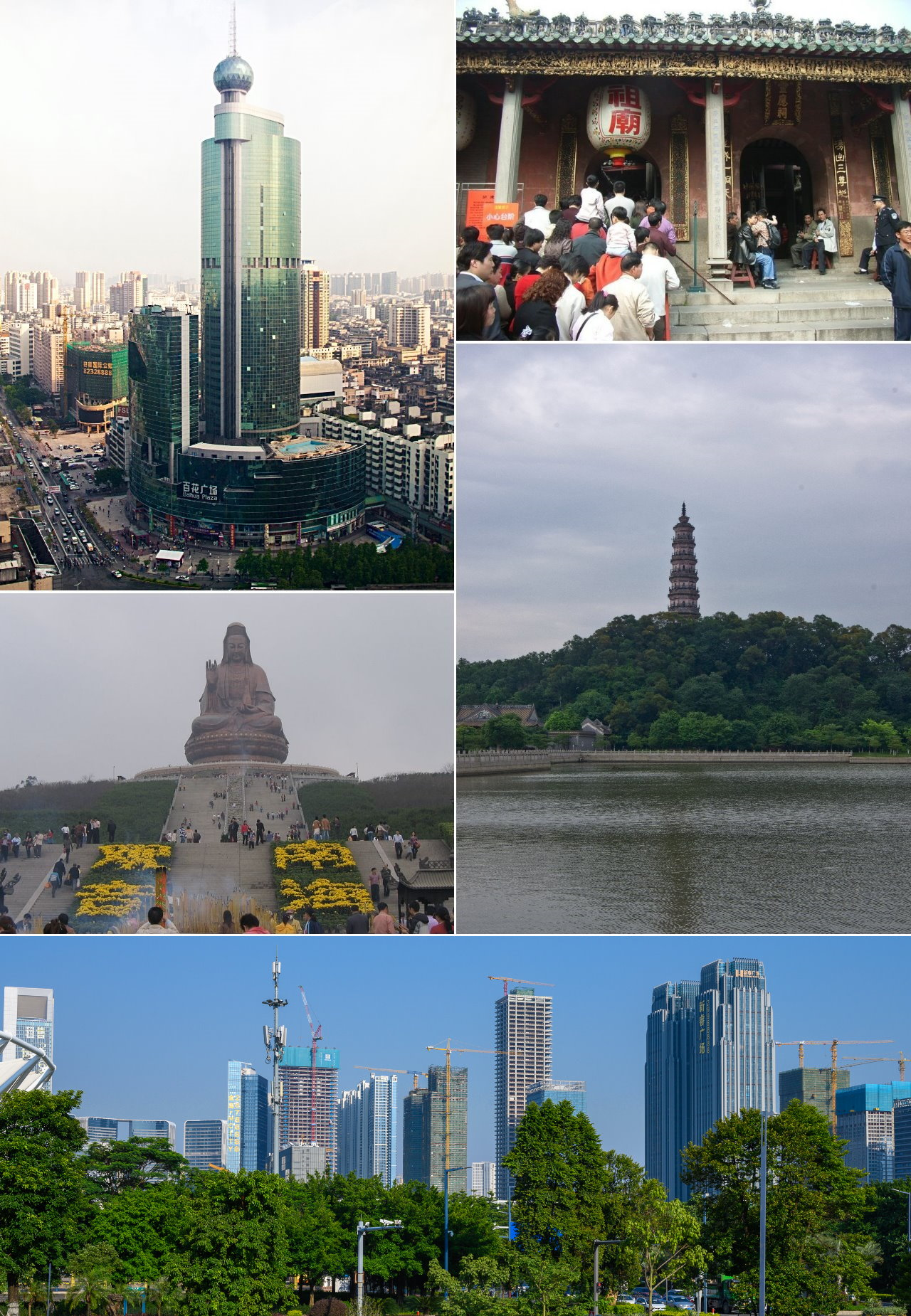
Stadtbild

Foshan, selten auf Kantonesisch Fatshan (chinesisch 佛山市, Pinyin Fóshān shì, Jyutping Fat6saan1 Si5 – „Buddhaberg“), ist eine bezirksfreie Stadt in der südchinesischen Provinz Guangdong. Sie liegt im Delta des Perlflusses, nur etwa 20 km von Guangdongs Metropole Guangzhou entfernt und gehört zu den neun Städten Guangdongs, die Teil der Guangdong-Hongkong-Macao Greater Bay Area sind.

## Geografie
Die Oberflächengestalt von Foshan ist eben. Das Klima ist subtropisch; die durchschnittliche Januartemperatur liegt bei 12,8 °C, die durchschnittliche Julitemperatur bei 27,3 °C, wobei im Sommer Spitzenwerte von 40 °C erreicht werden können. Die jährliche Niederschlagsmenge liegt bei etwa 1630 mm. Der Perlfluss fließt in einiger Entfernung an der Stadt Foshan vorbei und bildet den größten Teil der Grenze zu Guangzhou, das Stadtgebiet wird jedoch im Süden vom Dongping-Kanal tangiert. Das Stadtgebiet erstreckt sich von 22° 38′ N, 112° 22′ O bis 23° 34′ N, 113° 23′ O.

## Bevölkerung
Angaben über die Bevölkerung der Stadt Foshan schwanken stark. Dazu kommen zahlreiche Wanderarbeiter, die rechtlich durch das Hukou-System an ihren Heimatort gebunden sind, in den Städten also nicht offiziell gemeldet sind.
Bevölkerungsentwicklung der Agglomeration laut UN
In der eigentlichen urbanen Agglomeration der Stadt lebten 2017 knapp 7,1 Millionen Einwohner. Die restliche Bevölkerung lebt im ländlichen Umland. Aufgrund der voranschreitenden Urbanisierung wird bis 2035 mit 8,7 Millionen Einwohnern in der Agglomeration gerechnet.
| Jahr | Einwohnerzahl |
| ---- | ------------- |
| 1950 | 103.000       |
| 1960 | 183.000       |
| 1970 | 323.000       |
| 1980 | 570.000       |
| 1990 | 1.008.000     |
| 2000 | 3.831.000     |
| 2010 | 6.653.000     |
| 2017 | 7.139.000     |

## Geschichte
Am 21. Januar 1951 wurde Foshan zur Stadt erklärt. 1958 entstand der Regierungsbezirk Foshan, mit der Zuständigkeit für Foshan Stadt, Jianmen, Shiqi und Zhongshan, insgesamt 13 Landkreise. Sie wurde 1970 auf 14 Landkreise erweitert.
Seit dem 6. Juni 1983 wurde dem Regierungsbezirk der Status einer bezirksfreien Stadt verliehen. Die administrative Region wurde 1985 in die offene „Perlflussdelta“-Handelszone transferiert. Seitdem wurde Foshan zu einer Industrie-Großstadt mit einzelnen Stadtbezirken, unter anderem auch dem Stadtbezirk Chancheng, der die ehemalige Stadt Foshan ausmachte und immer noch als Zentrum Foshans gilt. Am 8. Dezember 2002 wurde er aufgelöst und administrativ mit dem ebenfalls aufgelösten Stadtbezirk Chengqu (chin. 城区,  chéngqū) zum neuen Stadtbezirk Chancheng vereinigt.
1995 wurde die Hochschule für Wissenschaft und Technik Foshan gegründet.

## Wirtschaft
Bereits während der Qing-Dynastie hatte Foshan eine hohe Bedeutung für den Außenhandel Chinas. Auch heute ist Foshan ein bedeutendes Handels- und Industriezentrum. Es dominiert die Leichtindustrie; wichtigste Produkte, die hergestellt werden, sind Textilien, Keramik, Haushaltsgeräte, elektronische Produkte, Lederwaren, Druckereierzeugnisse, Baumaterialien, Pharmazeutika und Nahrungsmittel sowie Automobilindustrie FAW-Volkswagen und Audi. Der deutsche Automobilkonzern Volkswagen betreibt in Foshan mit seinem Joint-Venture-Partner FAW ein Werk, dort fokussiert es sich insbesondere auf die Produktion von Elektrofahrzeugen (NEV). Der ehemalige Stadtbezirk Shiwan (石湾区,  Shíwān Qū, heute Shiwan Jiedao 石湾街道) ist einer der bedeutendsten Orte für die Herstellung von Keramik in China. In jüngerer Zeit wurde ein Großteil der Produktion in den benachbarten Stadtbezirk Nanzhuang (南庄镇,  Nánzhuāng Zhèn) verlagert. Die Keramikindustrie trägt maßgeblich zur hohen Luftverschmutzung von Foshan bei.
Vor allem die Stadtbezirke Nanhai und Shunde sind wirtschaftlich sehr gut entwickelt und gehören zu den reichsten Gebieten in Guangdong.

## Kultur

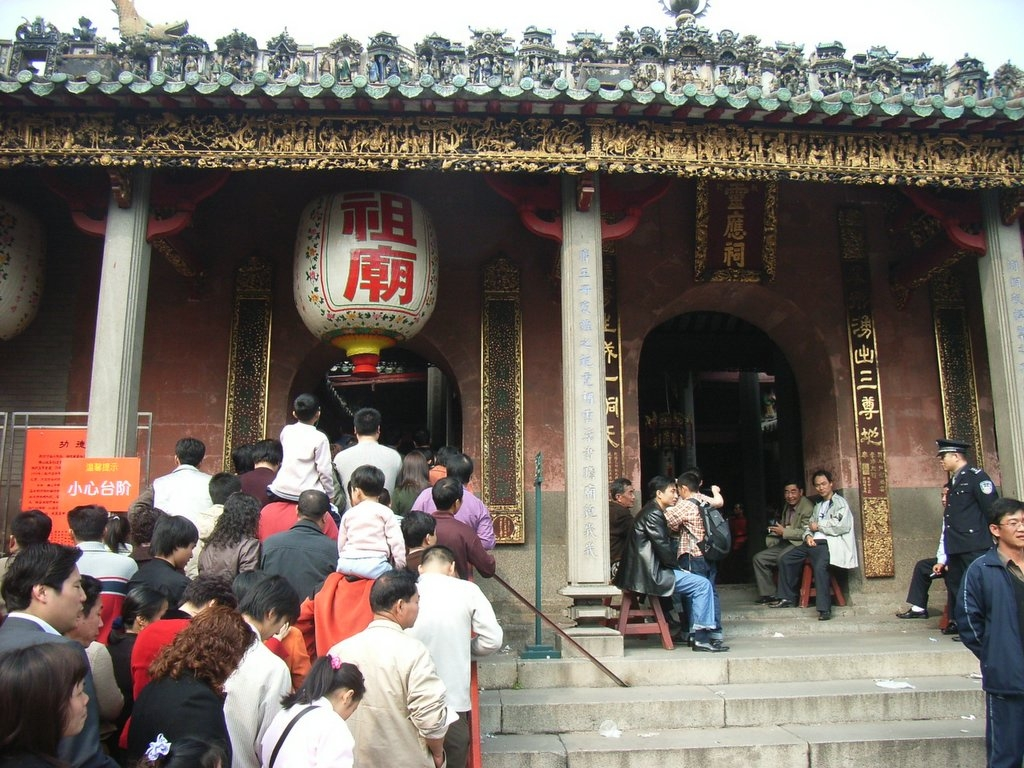
Daoistischer Ahnentempel (佛山祖庙) in Chancheng, Foshan

Foshans Geschichte reicht bis in das 7. Jahrhundert zurück. Das älteste erhaltene Kulturdenkmal ist der so genannte Ahnentempel (祖庙,  Zǔmiào) im eigentlichen Stadtzentrum Chancheng, der Beidi, dem daoistischen Gott des Nordens und Beherrscher der Gewässer gewidmet ist, der auch der Schutzherr der Wudang-Kämpfer ist. Die Bezeichnung „Ahnentempel“ meint, dass es der älteste Tempel, der Ahnherr aller Tempel der Stadt ist. Er wurde während der Song-Dynastie um das Jahr 1080 als Tempel der Metallverarbeiter gegründet und nach einem Brand im 14. Jahrhundert erneuert. Der nach 1949 als städtisches Museum benützte Tempel entging während der Kulturrevolution der Zerstörungswut der Roten Garden aus dem nahen Guangzhou, da sich die Bevölkerung Foshans schützend vor ihm versammelte und den Roten Garden eine lange Redeschlacht lieferte. Zusammen mit dem ebenfalls im zentralen Chancheng-Bezirk gelegenen Nanfeng-Brennofen aus der Zhengde-Ära (1506–1521) steht er nun auf der Liste der Denkmäler der Volksrepublik China.
Als bedeutend und sehenswert gilt auch liang Yuan (梁园,  Liáng Yuán – „Liangs Garten“), der einer der bedeutendsten chinesischen Gärten aus der Qing-Dynastie ist. Liang Airu (梁蔼如), ein hoher kaiserlicher Beamte (Politiker) und Jinshi (进士 – „aufgestiegener Gelehrter“, sinngemäß etwa „Doktor“) seiner Zeit, erbaute eine zur damaligen Zeit prachtvolle Residenz. Nach dem Untergang der Dynastie wurden seine Familie und er vertrieben und das Bauwerk verfiel. Erst in der Neuzeit wurde nach Renovierung ein sehr angenehmer Residenz-Garten geschaffen, der von frisch Verheirateten gerne für das Erstellen von Hochzeitsfotos aufgesucht wird. Neben einer Kunstgemälde-Ausstellung befinden sich auch historische Information zur Geschichte der Familie und der noch lebenden, teilweise berühmten, in der ganzen Welt verstreuten Nachfahren Liangs in den Räumen der Residenz.
In der Region rund um Foshan ist im frühen 19. Jahrhundert der traditionelle südchinesische Kung-Fu-Kampfsportstil des Wing Chun entstanden, der heute noch aktiv ausgeübt wird. Auch die Vorfahren von Bruce Lee stammen aus der Präfektur Foshan, und zwar aus Shunde. Einige herausragende ausländische Kämpfer haben hier ihre Kampfkunst erlernt, und auch heute kommen Delegationen nach Foshan.
Auch der traditionelle südchinesische Drachentanz sowie die Kantonesische Oper sind in Foshan entstanden.

## Historische Personen aus Foshan
Zu bedeutenden Personen aus der Geschichte Foshan's gehören unter anderem:
Huang Feihong (Wong Fei-hung), Pan Yushu, Li Guanghai, Liu Chuan, Chen Tiejun, Jian Brothers, Wu Qin, Li Wenmao, Chen Qiyuan, Huang Shaoqiang, Kang Youwei, Zhan Tianyou, He Xiangning, Lun Wenxu, Ye Wen (Yip Man).

## Verwaltung

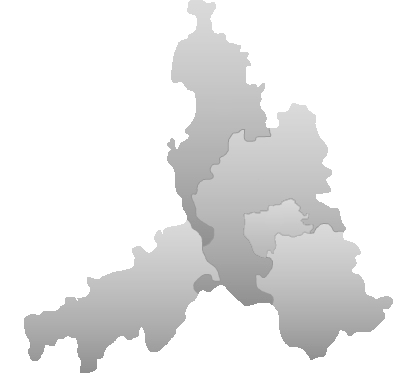
Verwaltungsgliederung der bezirksfreien Stadt Foshan

Die bezirksfreie Stadt Foshan setzt sich aus fünf Stadtbezirken zusammen (Stand: Zensus 2020):
- Stadtbezirk Chancheng (禅城区): 154 km², 1.330.262 Ew.;
- Stadtbezirk Nanhai (南海区): 1.074 km², 3.667.247 Ew.;
- Stadtbezirk Shunde (顺德区): 806 km², 3.229.090 Ew.;
- Stadtbezirk Sanshui (三水区): 874 km², 803.226 Ew.;
- Stadtbezirk Gaoming (高明区): 940 km², 469.038 Ew.

Der Stadtbezirk Chancheng (禅城区,  Chánchéng Qū) umfasst das gesamte Stadtgebiet von Foshan und ein paar ländliche Gegenden; er wird allgemeinhin als Zentrum bezeichnet.
Der Stadtbezirk Chancheng ist nördlich, westlich und östlich von Nanhai umgeben, im Süden grenzt er an Shunde. Chancheng selbst ist weiterhin in acht Straßenviertel und eine Großgemeinde unterteilt. Neben dem Bereich des Ahnentempels Zumia und Shiwan ist im Bezirk Chancheng in der Großgemeinde Nanzhuang (南庄镇,  Nánzhuāng Zhèn) erwähnenswert.

## Verkehr
Foshan liegt an der Eisenbahnstrecke von Guangzhou in Richtung Westen nach Maoming. Daneben liegt die Stadt im dichten Autobahn- und Schnellstraßengürtel der Großstadt Guangzhou.
In der Stadt gibt es, wie in vielen chinesischen Großstädten, ein Verkehrsproblem, das durch die zunehmende Nachfrage nach Mobilität und die schnell wachsende Motorisierung der Bevölkerung begründet ist. Foshan setzt zur Lösung der Verkehrsprobleme auf den öffentlichen Nahverkehr. Im September 2008 wurde mit deutscher Beratung der erste Verkehrsverbund Chinas begründet. Rechtzeitig zu den 16. Asienspielen (12. bis 27. November 2010) in Kanton (Guangzhou) wurde im Jahr 2010 die erste U-Bahn-Linie mit einer Länge von 20,4 km eröffnet, womit Foshan die zehnte Stadt auf dem Gebiet der eigentlichen Volksrepublik China mit einem U-Bahn-System ist. Die „Guangfo“-Linie der „FMetro“ ist an das Netz der U-Bahn Guangzhou direkt angebunden und damit die erste chinesische U-Bahn-Linie, die zwei Großstädte verbindet. Nach dem Guangzhou-Abschnitt von Xilang nach Yangang mit Anschluss an die Linie 8 der Guangzhou-Metro wurde am 28. Dezember 2016 der letzte Abschnitt auf dem Gebiet von Foshan von KuiQi Lu nach Xincheng Dong (4 Stationen) in Betrieb genommen. Zwei weitere Linien wurden im Dezember 2021 beziehungsweise 2022 eröffnet, und im Endausbau soll das „FMetro“-Netz im Bereich Foshan acht Strecken umfassen.
Zu den Asienspielen 2010 war auch der Verkehrsring zur Entlastung der innerstädtischen Straßen um Foshan herum fertiggestellt worden.
Weltweites Aufsehen erregte der Tod der zweijährigen Wang Yue im Oktober 2011, die in Foshan von zwei Fahrzeugen überfahren wurde und aufgrund unterlassener Hilfeleistungen von mindestens 18 Passanten verstarb. Ihr Tod löste eine landesweite Debatte über Moral und Egoismus aus.

## Sport
1991 war Foshan einer der Austragungsorte der ersten Fußball-Weltmeisterschaft der Frauen. Neben vier Vorrundenspielen fand ein Viertelfinale im New Plaza Stadium statt.

## Städtepartnerschaften
Foshan unterhält seit dem 22. Januar 2014 eine Städtepartnerschaft mit Ingolstadt.